# Tuer n'est pas jouer (film, 1965)
Pour l’article homonyme, voir Tuer n'est pas jouer (film, 1987).
Pour plus de détails, voir Fiche technique et Distribution.
Tuer n'est pas jouer (I Saw What You Did) est un film américain réalisé par William Castle, sorti en 1965.

## Synopsis
Deux adolescentes désœuvrées laissées seules par leurs parents pour la nuit s'amusent à faire des canulars téléphoniques. L'un d'eux consiste à déclarer au correspondant "Je sais qui vous êtes, je sais ce vous avez fait".
Le hasard veut que les jeunes filles finissent par tomber sur un homme (Steve) qui à la suite d'une violente dispute conjugale vient de tuer son épouse et d'aller l’enterrer dans les bois. Ce dernier affolé demande à qui il a affaire, La jeune fille (Libby) répond : "Suzette". Ce prénom énoncé n'est pas du goût d'Amy, la voisine et maîtresse de Steve, laquelle pensant que sa femme est partie, rêve de se mettre en ménage avec lui. Les deux jeunes filles inconscientes du danger qu'elles courent continuent de harceler Steve et vont pousser la curiosité jusqu'à se rendre à son domicile, Libby s'approche des fenêtres mais elle est surprise par Amy qui lui confisque son permis de conduire. Libby se demande comment elle va expliquer ça à ses parents, sa camarade retourne chez elle et Libby reste seule dans la maison avec sa petite sœur.
Amy finit par découvrir que Steve a assassiné sa femme, le ton monte entre les deux amants et Steve tue Amy à son tour, puis, l'adresse de Libby étant sur le permis de conduire confisqué, il décide de se rendre sur place pour la supprimer. Il s'ensuit une poursuite cauchemardesque. Le film se termine par un coup de théâtre : des automobilistes ayant aperçu Steve dans la forêt, préviennent la police. Le signalement de l'homme diffusé à la radio correspondant à celui de Steve, la camarade de Libby demande à la police de se rendre à son domicile. Le policier arrive à temps et tue Steve alors que celui-ci est en train d'étrangler Libby.

## Fiche technique
- Titre : Tuer n'est pas jouer
- Titre original : I Saw What You Did
- Réalisation : William Castle
- Scénario : William P. McGivern d'après le roman de Ursula Curtiss
- Musique : Van Alexander
- Photographie : Joseph F. Biroc
- Montage : Edwin H. Bryant
- Décors : Alexander Golitzen et Walter M. Simonds
- Production : William Castle et Dona Holloway (producteur associé)
- Société de production : William Castle Productions
- Pays de production :  États-Unis
- Format : noir et blanc - mono (Westrex Recording System)
- Genre : thriller
- Durée : 82 minutes
- Dates de sortie : 
  - États-Unis : 21 juillet 1965

## Distribution
- Joan Crawford : Amy Nelson
- John Ireland : Steve Marak
- Leif Erickson : Dave Mannering
- Sara Lane : Kit Austin
- Andi Garrett : Libby Mannering
- Sharyl Locke : Tess Mannering
- Patricia Breslin : Ellie Mannering
- John Archer : John Austin
- John Crawford : le policier
- Joyce Meadows : Judith Marak

## Autour du film
- Sharyl Locke qui joue le rôle de Tess Mannering est née le 13 juin 1955 à Los Angeles, elle avait donc 9 ans au moment du tournage[1].